# Laura Clérico
Laura Clérico (* 31. Juli 1966 in Quilmes) ist eine argentinische Juristin und Hochschullehrerin. Sie ist seit 2003 Professorin für Verfassungsrecht an der Universidad de Buenos Aires und lehrt seit 2014 im Masterstudiengang Menschenrechte der Universität Erlangen-Nürnberg.

## Leben und Wirken
Clérico studierte von 1984 bis 1989 Rechtswissenschaften an der Universität Buenos Aires. Im November 1989 wurde sie bei der Rechtsanwaltskammer von Buenos Aires zugelassen, trat im Dezember 1989 aber eine Stellung als Lehrassistentin am Lehrstuhl für Verfassungsrecht an der Universität Buenos Aires an. Von 1992 bis 1994 arbeitete sie im argentinischen Justizministerium. Parallel war sie 1993–94 als Dozentin für Verfassungsrecht und Verfassungsvergleichung an der Universidad de Lomas de Zamora tätig. Von Oktober 1994 bis November 1995 studierte sie im Rahmen eines DAAD-Stipendiums an der Universität Kiel. Dort erwarb sie im Januar 1996 den Magister Legum. Anschließend war sie am Kieler Lehrstuhl von Robert Alexy als Doktorandin tätig. Unter dessen Betreuung wurde Clérico im Juli 2000 zur Dr. iur. promoviert. Ihre Dissertation Die Struktur der Verhältnismäßigkeit wurde mit summa cum laude bewertet.
In der Folge kehrte sie nach Argentinien zurück und war von August 1999 bis Juli 2001 Dozentin für Rechtstheorie und Öffentliches Recht an der privaten Universidad de San Andrés (UdeSA) in Buenos Aires. Von 2000 bis März 2002 war sie im argentinischen Bundeserziehungsministerium als Beraterin für Bildung für Menschenrechte, Ethik und Bürgerschaft tätig. In dieser Position war sie zeitweilig als Beraterin an das Internationale Bildungsbüro der UNESCO in Genf abgeordnet.
Im März 2003 trat Clérico eine Professur für Verfassungsrecht an der Universität von Buenos Aires an (mit einer 1/4-Stelle). Diese hat sie bis heute inne, ist jedoch seit 2014 beurlaubt. Von 2003 bis 2005 war sie Gastprofessorin für Verfassungsrecht an der Universidad Nacional de la Patagonia. Von August 2005 bis August 2007 hatte sie den Lehrstuhl für Allgemeine Grundsätze des lateinamerikanischen Rechts an der Universität Buenos Aires inne. Seit 2007 wird sie als Forscherin von der staatlichen Forschungsförderungsinstitution Consejo Nacional de Investigaciones Científicas y Técnicas (CONICET) gefördert und ist zur Rechtsvergleichung am Interamerikanischen Gerichtshof für Menschenrechte und Europäischen Gerichtshof für Menschenrechte beschäftigt, seit 2014 ist sie auch dort beurlaubt.
Von April 2014 bis April 2016 war sie DAAD-Professorin an der Juristischen Fakultät der Friedrich-Alexander-Universität Erlangen-Nürnberg (FAU). Seit Ablauf der DAAD-Professur ist sie Honorarprofessorin und Lehrbeauftragte für den Studiengang M.A. Human Rights an der FAU. Seit 2014 ist sie zudem stellvertretende Richterin erster und zweiter Instanz in der Verwaltungsgerichtsbarkeit der Autonomen Stadt Buenos Aires.
Ihre Forschungsschwerpunkte liegen vor allem im Verfassungsrecht und der vergleichenden Verfassungsrechtslehre, Menschenrechten und Rechtstheorie. Auf diesen Gebieten hat sie diverse Beiträge, vor allem in spanischer und englischer Sprache, publiziert.

## Werke (Auswahl)
- Die Struktur der Verhältnismäßigkeit. Nomos, Baden-Baden 2000, ISBN 978-3-7890-7492-9 (Dissertation).
- (mit Gustavo Schujman und Vera Carnovale) Derechos Humanos y Ciudadanía. Aique, Buenos Aires 2005, ISBN 950-701-957-X
- (Hrsg. mit Jan-Reinard Sieckmann) Grundrechte, Prinzipien und Argumentation. Studien zur Rechtstheorie Robert Alexys. Nomos, Baden-Baden, 2009. ISBN 978-3-8329-4870-2.
- Derechos y proporcionalidad – Violaciones por acción, por insuficiencia y por regresión. Miradas locales, interamericanas y comparadas. Instituto de Estudios Constitucionales del Estado de Querétaro, Querétaro (Mexiko) 2018.